# Oncidium llanachagaense
Oncidium llanachagaense är en orkidéart som först beskrevs av David Edward Bennett och Eric Alston Christenson, och fick sitt nu gällande namn av Mark W. Chase och Norris Hagan Williams. Oncidium llanachagaense ingår i släktet Oncidium och familjen orkidéer. Inga underarter finns listade i Catalogue of Life.